# Пигорини, Луиджи
Луиджи Пигорини, итал. Luigi Pigorini (10 января 1842, Фонтанеллато — 1 апреля 1925, Падуя) — итальянский палеоэтнограф, археолог и этнограф.
В возрасте 16 лет окончил колледж Пармского музея античности (см. Parma Archaeological Museum). Под руководством Пеллегрино Стробеля и Гаэтано Кьеричи начал участвовать в археологических раскопках в районе Пармы. В 1863 путешествовал по Швейцарии и Тоскане, учился в Риме и Неаполе.
В Парме преподавал курс древней истории, где пытался объяснить использование и назначение различных доисторических орудий. Через несколько лет после получения степени бакалавра искусств стал директором Пармского музея античности.
Одним из первых применил в истории комплексный подход. Работа Пигорини совместно со Стробелем, посвящённая озёрным поселениям культуры террамар, объединяла данные палеонтологии, ботаники, зоологии, энтомологии, палинологии, геологии, антропологии и археологии для составления полной картины жизни людей в бронзовом веке.
В 1875 г. совместно с Кьеричи и Стробелем основал палеэтнологический журнал Bullettino di Paletnologia Italiana. В том же году начал работать в управлении Генерального директора музеев и раскопок Италии. Ходатайствовал перед министром публичного образования Италии, Бонги, об основании историко-этнографического музея в Риме. Музей, который впоследствии получил название Музей Пигорини, был открыт в 1876 году. За выдающиеся заслуги перед итальянской исторической наукой в 1912 г. назначен пожизненным сенатором. С 1919 г. и до смерти — вице-президент итальянского сената.

## Сочинения (избранные)
- with Strobel Le terremare e le palafitte del Parmense (subtitle) seconda relazione del Prof. P.Strobel and Pigorini Tipi di G. Bernadoni, Milano (1864) — also in parts in Atti della Societa italiana di Scienze Naturali (Milan).
- with Lubbock. J.. Notes on the hut-urns and other objects discovered in an ancient cemetery in the commune of Marino (province of Rome) [read to the Society of Antiquaries 2 April 1868], Archaeologia 42: 103— (1868)
- ‘Inchiesta sul Museo di Villa Giulia ’, Supplemento al Bollettino Ufficiale del Ministero dell’ Istruzione Pubblica 26 (1899) (ed. L. Pigorini), 1107—1142 (1899)
- Pani di rame provenienti dall 'Egeo e scoperti e Serra Ilixi in provinciadi Cagliari. Bollettino di Paletnologia Italiana 10: 91-107 (1904).
- A complete list of Pignori’s papers in Bollettino di Paletnologia Italiana is here contents